# Марко Недялков
Марко Недялков е български поет.

## Биография
Роден е на 15 септември 1931 г. в село Овчи кладенец, Ямболско. Следва българска филология в Софийски университет „Св. Климент Охридски“. Умира на 11 септември 1993 г. в София.
Редактор във вестник „Народна младеж“, Българско Национално Радио и издателство „Народна младеж“. Автор на повече от 40 книги – поезия, проза, есеистика – „След хиляда години раздяла“ (любовна лирика), „Зорницата за мама плаче“, „Ще си останем същите момчета“, „Никой не умира по желание“, „Кой пита за годините на птиците“ и др. Творбите му са превеждани на немски, японски, арабски, руски и други езици.